# Tragia involucrata
Tragia involucrata är en törelväxtart som beskrevs av Carl von Linné. Tragia involucrata ingår i släktet Tragia och familjen törelväxter. Inga underarter finns listade i Catalogue of Life.

## Bildgalleri

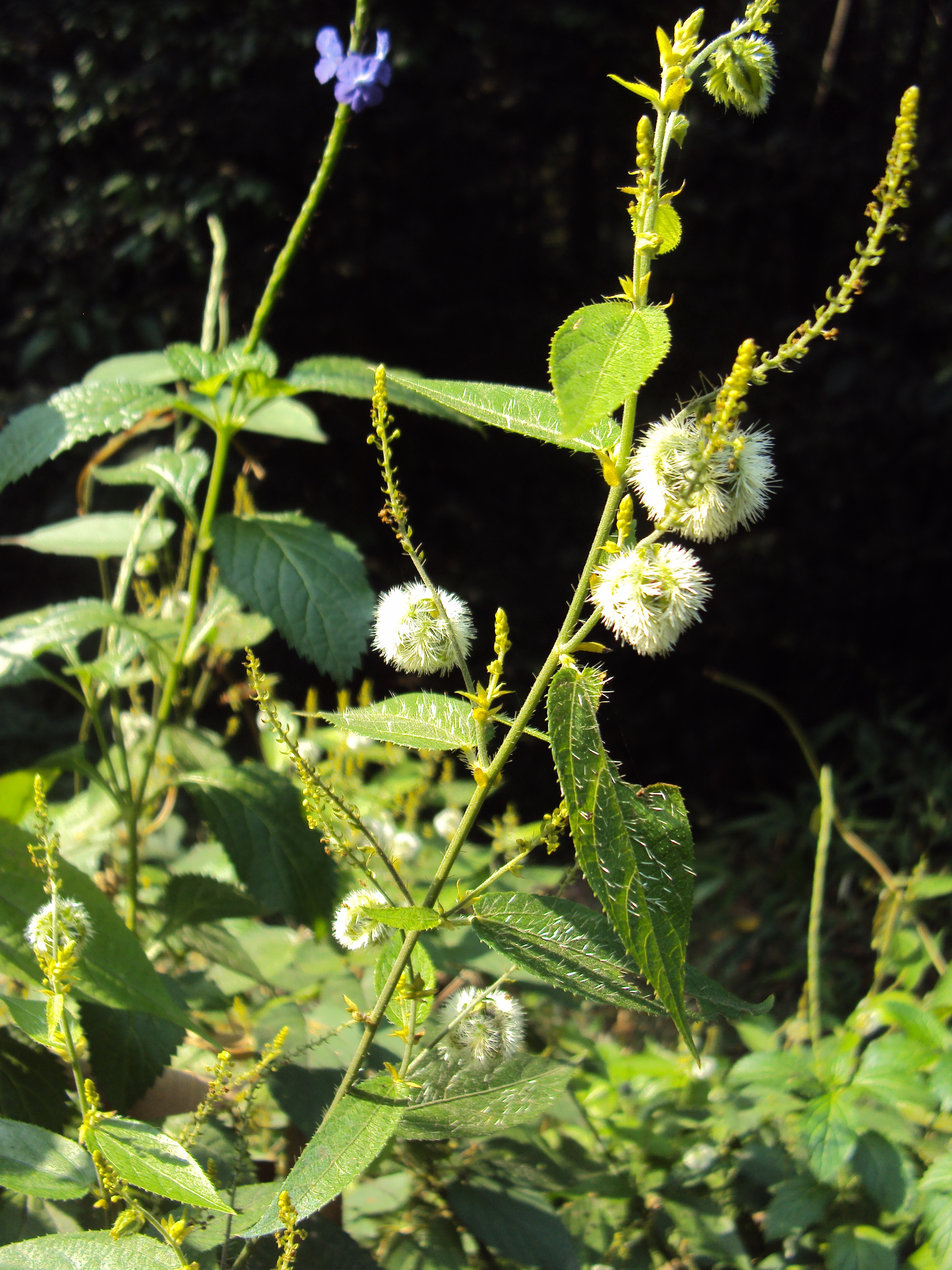
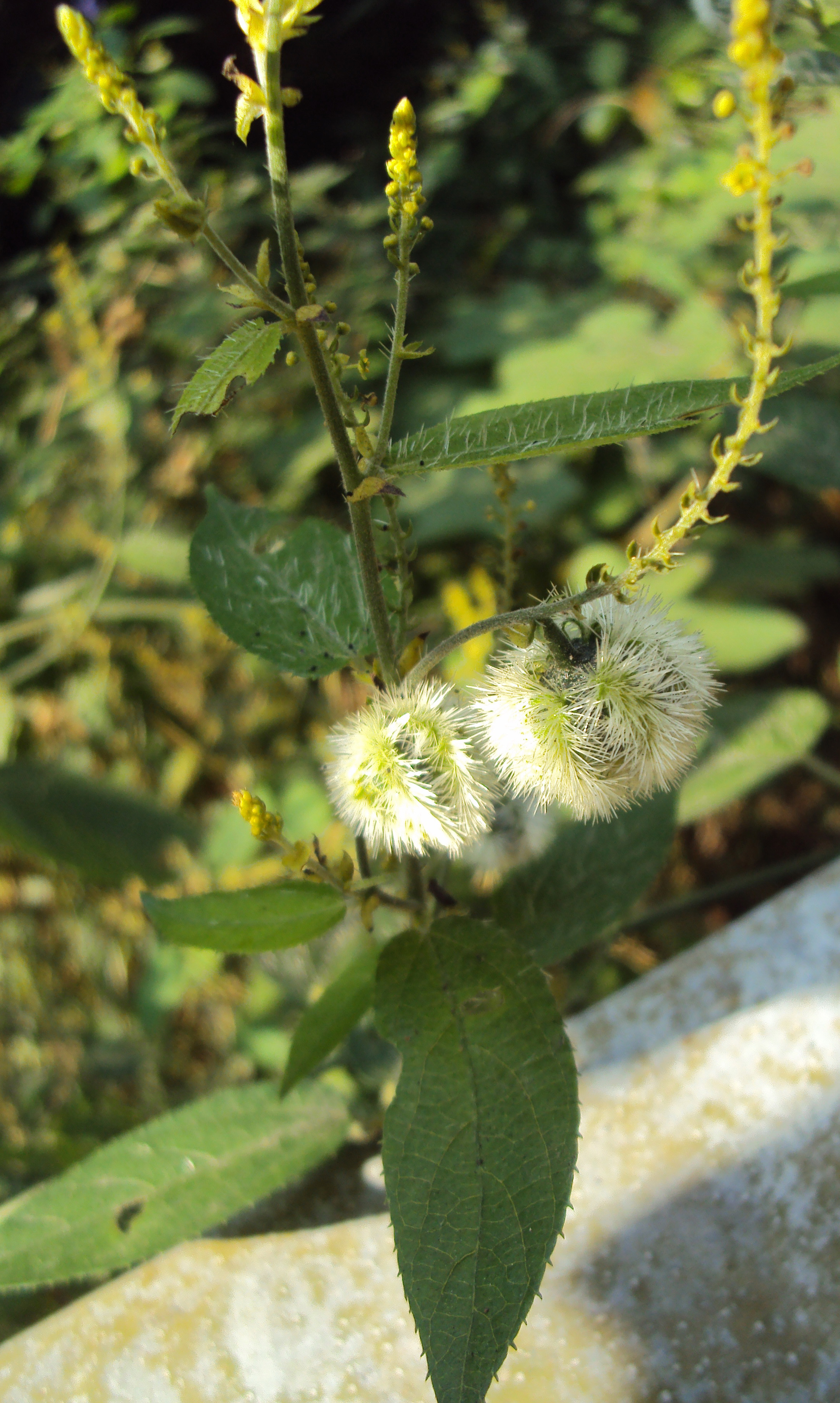
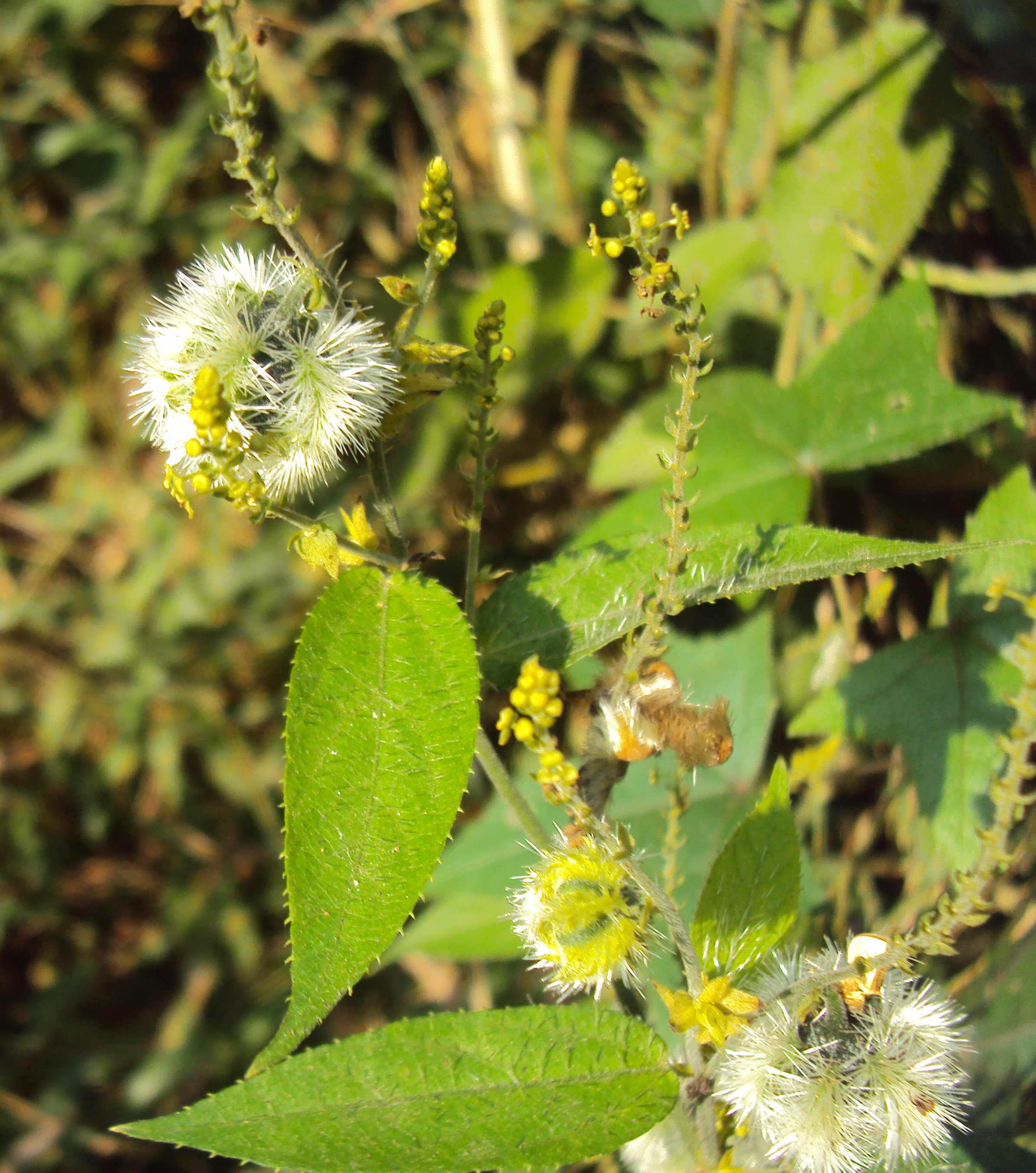
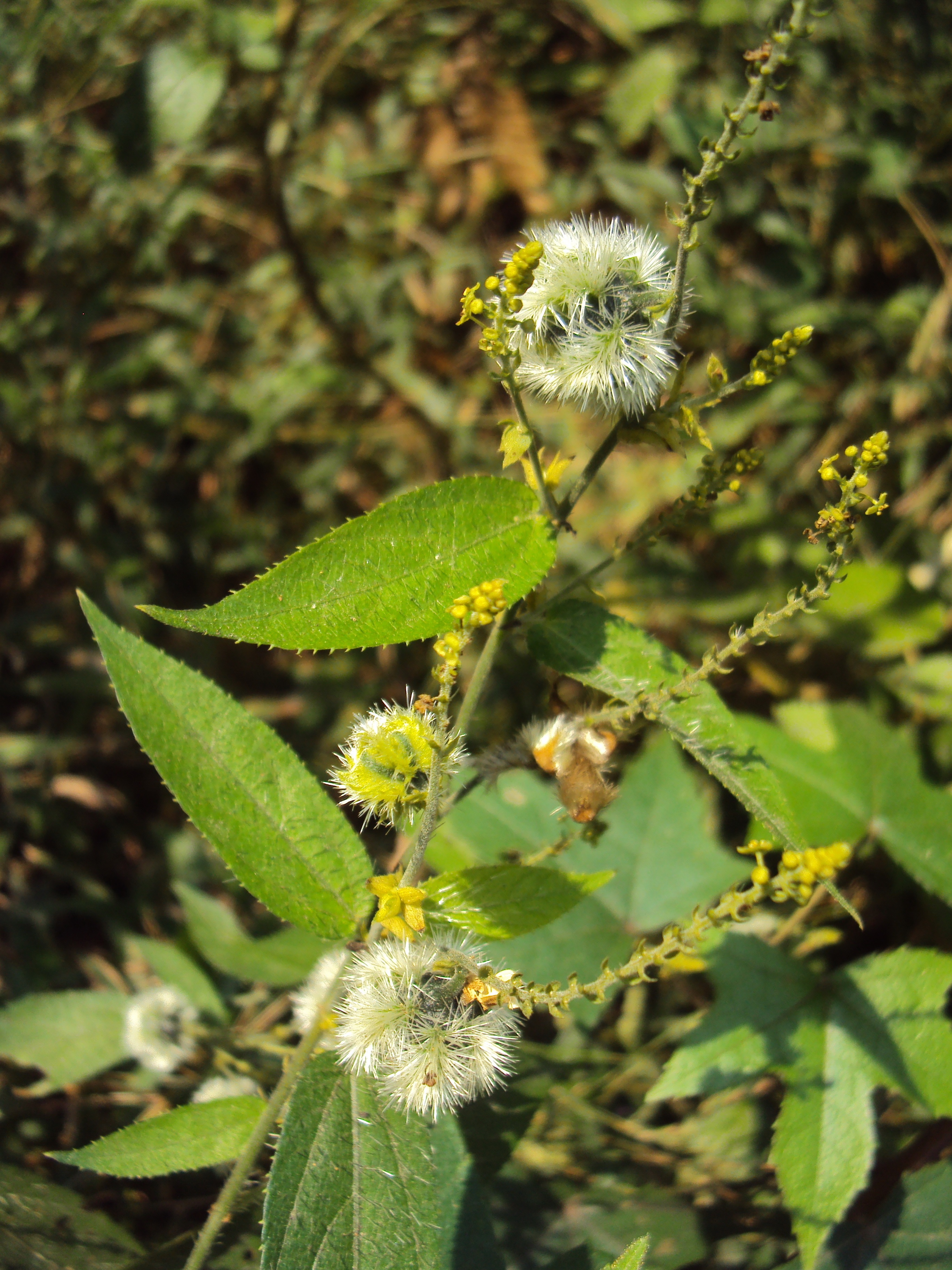